# Aeroportul Municipal Claremont
Aeroportul Municipal Claremont (IATA: CNH, ICAO: KCNH, FAA LID: CNH) este un aeroport din New Hampshire, Statele Unite ale Americii ce deservește zona Claremont⁠(d). A fost numit după zona deservită.
Situat la o altitudine de 166 m, aeroportul dispune de 1 pistă.

## Infrastructură

### Piste
Aeroportul dispune de o singură pistă. Pista 11/29 are suprafața de asfalt și dimensiunile 3.098 picioare × 100 picioare. 